# Pepín Martín Vázquez
José Martín Vázquez Bazán connu comme Pepín Martín Vázquez, né à Séville (Province de Séville) le 6 août 1927 et mort dans cette même ville le 27 février 2011, était un matador espagnol et un acteur de cinéma. Il est le fils du Matador Francisco Martín Vázquez.

## Carrière
À l'âge de dix-sept ans, il revêt l'habit de lumière pour sa première novillada piquée à Barcelone le 27 février 1944, avec Alejandro Montani et Aguado de Castro. Puis il reçoit l'alternative à  Barcelone des mains de Domingo Ortega. Il connaît trois saisons triomphales avant de recevoir un très grave blessure à Valdepeñas (Castille-La Manche), semblable à celle dont est mort Manolete. À partir de là, sa carrière décline. Il réussit encore à enflammer le public à Arles le 5 juillet 1948 « Ce fut là une de ses dernières manifestations d'art conquises sur la souffrance et sur la mort. » Son départ pour l'Amérique latine passe presque inaperçu. Sa dernière corrida a lieu le 22 février 1953 à Caracas (Venezuela) où il torée avec Julmillano et César Girón face à des taureaux de Guayabita.En 2010, le gouvernement espagnol lui a décerné la Médaille d’or des Beaux-arts.
En 2010, il reçoit la Médaille d'or du mérite des beaux-arts par le Ministère de l'Éducation, de la Culture et des Sports.

## Le style
Artiste raffiné, dans un style qui rappelle celui de « Chicuelo » ou encore Manolo Bienvenida, il est un excellent ciseleur d'arabesques et possède une grâce particulière. Malheureusement, trop économe de ses efforts, il n'atteindra pas le niveau de premier torero de sa génération qu'il aurait pu devenir.

## Acteur de cinéma
En 1949 il participe au film Currito de la Cruz, réalisé par Luis Lucia d'après le roman de Alejandro Pérez Lugín (es), où de nombreuses scènes de corrida sont filmées dans les arènes de Madrid, les arènes de Séville et les arènes de Mexico. 
En 1954, après avoir quitté le ruedo, il tourne encore un film  réalisé par René Wheeler, avec  Danielle Darrieux : Châteaux en Espagne.